# Warner Communications
Warner Communications, Inc. skapades 1972 och var moderbolag till Warner Bros. Pictures och Warner Music Group. Företaget ägde även DC Comics och Mad Magazine och ägde Atari 1976-1984. 1990 upplöstes bolaget då man gick samman med Time Inc. och bildade Time Warner.
Företagets logotyp "Circle W" som skapades av Saul Bass används idag av Warner Music Group.